# Heinerfest

Heinerfest

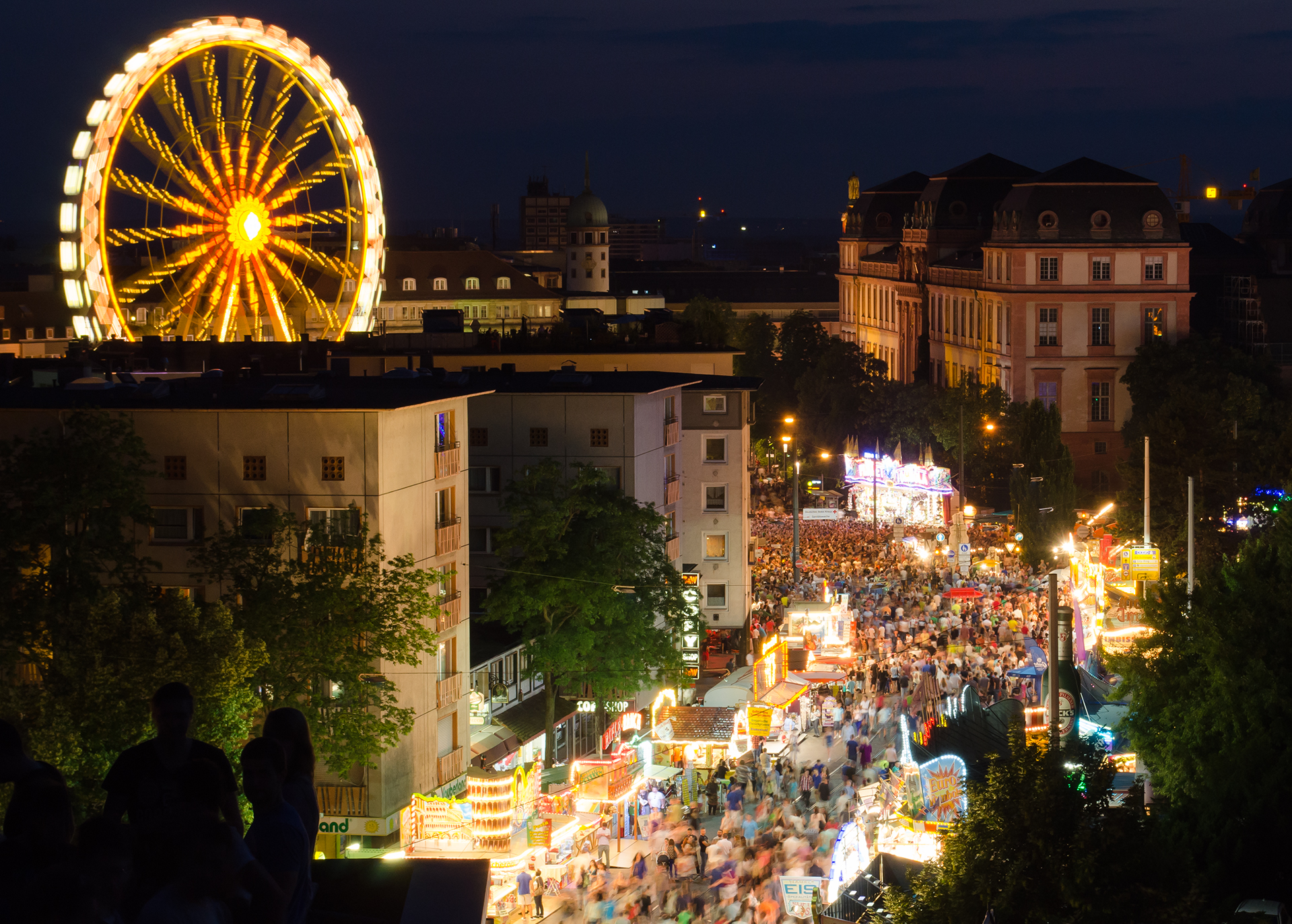
Blick auf die Landgraf-Georg-Straße beim Heinerfest 2013

Das Heinerfest in Darmstadt ist mit etwa 250 Schaustellern und etwa 700.000 Besuchern eines der größten Innenstadtfeste Deutschlands.

## Geschichte
Das Heinerfest wurde während des Wiederaufbaus der in der Brandnacht vom 11. auf den 12. September 1944 zerstörten Stadt als Zeichen der Hoffnung und neugewonnener Lebensfreude 1951 begründet. Der Name Heinerfest wurde vom Spitznamen „Heiner“ für die Darmstädter Bevölkerung abgeleitet.

## Allgemeines
Das Heinerfest findet immer an den fünf Tagen von Donnerstag bis Montag um den ersten Sonntag im Juli statt. In dieser Zeit ist die Innenstadt für den Verkehr gesperrt, Busse werden dabei umgeleitet. Den Abschluss des Heinerfestes bildet das große Höhenfeuerwerk am Montagabend (bis 2010 über dem Herrngarten, seit 2011 über dem Darmstadtium, 2022 ausgesetzt). Neben Fahrgeschäften rund um das Darmstädter Schloss, den Karolinenplatz sowie den Mercksplatz und dem Riesenrad auf dem Marktplatz finden über 100 kostenlose Veranstaltungen statt: Livebühnen, Theater, Ausstellungen, Konzerte, Wanderungen, Filme und Sportturniere. In den Jahren 2020 und 2021 konnte das Heinerfest zum ersten Mal in seiner Geschichte aufgrund der Corona-Pandemie nicht stattfinden.

## Trivia
Das Heinerfest spielte auch eine Rolle in dem ZDF-Sechsteiler Tod eines Schülers und in der Fernsehserie Diese Drombuschs.
Seit dem 25. April 2020 zeigt eine Ampel für den Fußverkehr zwischen Landesmuseum und Friedensplatz ganzjährig Maskottchen des Heinerfestes statt der Symbole aus der Bildtafel der Verkehrszeichen in der Bundesrepublik Deutschland seit 2017. Die Installation ehrt Helmut Lortz, der die grafische Gestaltung für das Heinerfest entworfen hat.